# Casa Senyorial de Biksti
La Casa Senyorial de Bēne (en letó: Bikstu muiža) és una casa senyorial a la històrica regió de Semigàlia, al Municipi de Dobele de Letònia. És un edifici de dos pisos construït en forma rectangular, la finca compta amb un gran parc amb espècies rares d'arbres. La mansió allotja l'Escola primària Biksti.
Construït a mitjan segle xix la casa senyorial té un aspecte parcialment lligat a l'estil neogòtic. Es mostra visiblement amb formes clàssiques. La reconstrucció de l'estructura va portar a la pèrdua de la seva aparença i proporcions originals. Hi ha valuosos components interiors de la casa, com ara forns, sistemes de calefacció, revestiments de fusta, les baranes de ferro d'escales i dels balcons.